# کوریون آراکلیان
کوریون وارطانی آراکلیان (Կորյուն Վարդանի Առաքելյան؛  زادهٔ ۲۴ نوامبر ۱۹۴۴) یک نویسنده، شاعر، ویراستار و سیاستمدار اهل ارمنستان است که از تاریخ ۲۰۰۳ تا تاریخ ۲۰۰۷ سمت نمایندگی دوره سوم مجلس ملی جمهوری ارمنستان را برعهده داشت.

## زندگی‌نامه
وی در ۲۴ نوامبر ۱۹۴۴ در ایجوان به دنیا آمد و از دانشکده فلسفه دانشگاه دولتی ایروان فارغ‌التحصیل گشت. وی عضو اتحادیه نویسندگان ارمنستان بود و همچنین برندهٔ جوایزی همچون مدال طلای وزارت فرهنگ جمهوری ارمتستان، چهره فرهنگی شایسته جمهوری ارمنستان و مدال کارگر ممتاز شده است.